# فيلا هارون الرشيد
فيلا هارون الرشيد هو مبنى تراثي فلسطيني، يقع في القدس،‏ تأسس في 1926.
تقع فيلا هارون الرشيد، في حي الطالبية في القدس، بناها الثري حنا بشارات عام 1926م، استولت عليها الميليشيات الصهيونية خلال النكبة عام 1948، وسكنتها جولدا مائير خلال الستينيات. عند المدخل الجانبي للفيلا، تم كتابة اسمها على بلاط السيراميك بالإنجليزية والعربية. وكان هناك مثل هذا النقش على واجهة المنزل، لكن تم طمسه على ما يبدو بسبب الرغبة في طمس معالم الهوية العربية الفلسطينية.
في عام 1977 قام جورج بشارات بزيارة القدس ومعه صورة الفيلا مع شروحات حول موقعها من جده حنا بشارات. وتمكن من التعرف على الفيلا وزيارتها.
قامت ساهرة درباس بإخراج فيلم "على عتبة الدار" الذي يوثق لزيارة فاليري جورج بشارات لفيلا هارون الرشيد
وحصل الفيلم على جائزة مهرجان أيام فلسطين السينمائية عام 2018 و4 جوائز أخرى من مهرجانات مختلفة.